# Ariarates II

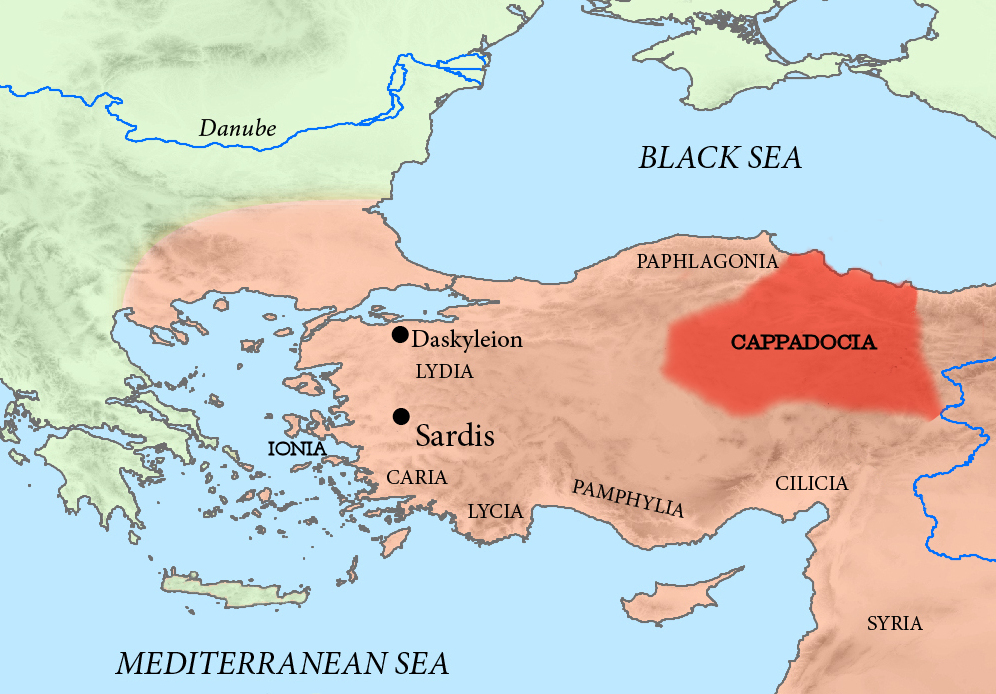
Capadocia aqueménida

Ariarates II, rey de Capadocia (¿ - 280 a. C.), era hijo de Orofernes I e hijo adoptivo de su tío y rey Ariarates I. Huyó a Armenia luego de la ejecución de su padrastro, y allí permaneció hasta la muerte de Eumenes.
Tras la Batalla de Ipso en 301 a. C., Ariarates fue reconocido como gobernante semiindependiente de Capadocia por Seleuco I Nicátor. Años más tarde, en el 280 a. C., ayudado por Orontes III de Armenia, Ariarates derrotó a Amintas, general de Antíoco I, empezando la era de independencia de Capadocia.
Fue sucedido por el hijo mayor de los tres que tenía, Ariaramnes II.
| Predecesor: Ariarates I (322 a. C.)Satrapía macedonia | Rey de Capadocia (bajo soberanía del Imperio seléucida) 301 - 280 a. C. | Sucesor: Ariaramnes II |